# FA Cup 2025-2026 (turni di qualificazione)
I turni di qualificazione della FA Cup 2025-2026 inaugureranno la 145ª edizione della competizione di calcio ad eliminazione diretta più antica al mondo. Vi prenderanno parte 655 squadre dal 5º al 9º livello del sistema calcistico inglese.

## Formato
Il numero di partecipanti passa da 745 della passata stagione a 747, comprendendo squadre fino al 9º livello del calcio inglese.
| Fase                    | Turno                           | Partite | Squadre | Squadre entrate | Premio squadra vincente | Premio squadra perdente | Campionati entranti                                                                |
| ----------------------- | ------------------------------- | ------- | ------- | --------------- | ----------------------- | ----------------------- | ---------------------------------------------------------------------------------- |
| Turni di qualificazione | Turno extra preliminare         | 223     | 446→223 | 446             | £1.125                  | £375                    | N&S&I Divisions One (95 club peggio piazzati e 32 neo-promosse), CC&HFL&SCEF&SSMFL |
| Turni di qualificazione | Turno preliminare               | 136     | 272→136 | 49              | £1.444                  | £481                    | N&S&I Divisions One (tutti i rimanenti club)                                       |
| Turni di qualificazione | Primo turno di qualificazione   | 112     | 224→112 | 88              | £2.250                  | £750                    | N&S&I Premier Division                                                             |
| Turni di qualificazione | Secondo turno di qualificazione | 80      | 160→80  | 48              | £3.375                  | £1.125                  | National North & South                                                             |
| Turni di qualificazione | Terzo turno di qualificazione   | 40      | 80→40   |                 | £5.625                  | £1.875                  |                                                                                    |
| Turni di qualificazione | Quarto turno di qualificazione  | 32      | 64→32   | 24              | £9.375                  | £3.125                  | National League                                                                    |

## Risultati

### Turno extra preliminare
Il sorteggio per il turno extra preliminare delle fasi di qualificazione si è tenuto il 4 luglio 2025. Il numero tra parentesi indica il livello del campionato di appartenenza.
| Squadra 1                    | Risultato | Squadra 2                    |
| ---------------------------- | --------- | ---------------------------- |
| 1 agosto 2025                |           |                              |
| Pickering Town (9)           | 3–2       | Penrith (9)                  |
| Bootle (8)                   | 4–0       | 1874 Northwich (9)           |
| Stone Old Alleynians (9)     | 0–2       | Sutton Coldfield Town (8)    |
| Enfield (8)                  | 0–0       | Wormley Rovers (9)           |
| Roman Glass St George (9)    | 7–0       | Nailsea & Tickenham (9)      |
| Belper United (9)            | 2–1       | Uttoxeter Town (9)           |
| Wokingham Town (9)           | 3–2       | Brislington (9)              |
| 2 agosto 2025                |           |                              |
| Hamworthy Recreation (9)     | 1–2       | Hartley Wintney (8)          |
| Guernsey (9)                 | 1–1       | Bedfont Sports (8)           |
| Redcar Athletic (8)          | 2–0       | North Ferriby (8)            |
| Bishop Auckland (8)          | 2–2       | Whickham (9)                 |
| Blyth Town (8)               | 1–2       | Horden Community Welfare (9) |
| West Allotment Celtic (9)    | 1–1       | Northallerton Town (9)       |
| Thornaby (9)                 | 3–2       | Tadcaster Albion (9)         |
| Garforth Town (8)            | 2–3       | West Auckland Town (9)       |
| Easington Colliery (9)       | 3–1       | Boro Rangers (9)             |
| Marske Utd (9)               | 2–0       | Carlisle City (9)            |
| Newcastle Benfield (9)       | 2–3       | Pontefract Collieries (8)    |
| North Shields (9)            | 0–2       | Newcastle Blue Star (9)      |
| Knaresborough Town (9)       | 0–0       | Bridlington Town (8)         |
| Shildon (9)                  | 3–1       | Ashington (8)                |
| Birtley Town (9)             | 3–1       | Beverley Town (9)            |
| Whitley Bay (9)              | 0–1       | Heaton Stannington (8)       |
| Crook Town (9)               | 1–3       | Kendal Town (9)              |
| Brighouse Town (8)           | 1–0       | Frickley Athletic (9)        |
| Wythenshawe Town (8)         | 2–4       | Prestwich Heys (9)           |
| Witton Albion (8)            | 4–1       | Cheadle Town (9)             |
| Golcar United (9)            | 1–2       | Ramsbottom United (9)        |
| Pilkington (9)               | 2–2       | Longridge Town (9)           |
| Trafford (8)                 | 2–1       | Barnoldswick Town (9)        |
| Parkgate (9)                 | 1–0       | Eccleshill Utd (9)           |
| Glossop North End (9)        | 1–1       | FC St Helens (9)             |
| Charnock Richard (9)         | 1–0       | Burscough (9)                |
| Abbey Hey (9)                | 1–1       | AFC Liverpool (9)            |
| City of Liverpool (9)        | 2–1       | Euxton Villa (9)             |
| Bury (8)                     | 6–0       | South Liverpool (9)          |
| Chadderton (9)               | 2–1       | Stockport Town (9)           |
| Handsworth (9)               | 1–4       | Silsden (8)                  |
| Winsford Utd (9)             | 1–1       | West Didsbury & Chorlton (9) |
| Farsley Celtic (9)           | Ann.      | Atherton Collieries (8)      |
| Irlam (9)                    | 4–0       | Thackley (9)                 |
| Bradford (Park Avenue) (8)   | 1–0       | Mossley (8)                  |
| Atherton Laburnum Rovers (9) | 1–0       | Ossett Utd (8)               |
| Horbury Town (9)             | 0–0       | Wombwell Town (9)            |
| Penistone Church (9)         | 1–4       | Padiham (9)                  |
| Liversedge (9)               | 0–3       | Wythenshawe (9)              |
| Runcorn Linnets (8)          | 1–0       | Clitheroe (8)                |
| Whitchurch Alport (9)        | 4–0       | Litherland REMYCA (9)        |
| Sheffield (9)                | 1–1       | Albion Sports (9)            |
| Westfields (9)               | 2–4       | Atherstone Town (9)          |
| Heanor Town (9)              | 1–3       | Dudley Town (9)              |
| Hinckley (9)                 | 4–2       | Highgate Utd (9)             |
| Tividale (9)                 | 1–3       | Clay Cross Town (9)          |
| Stafford Rangers (8)         | 0–1       | Lutterworth Town (9)         |
| Coton Green (9)              | 2–1       | Rugby Town (8)               |
| Coleshill Town (8)           | 2–1       | Nuneaton Town (9)            |
| Romulus (9)                  | 0–2       | Coventry Sphinx (8)          |
| Kidsgrove Athletic (8)       | 1–0       | Rugby Borough (8)            |
| Bedworth Utd (8)             | 2–1       | Brocton (9)                  |
| Pershore Town (9)            | 2–1       | Darlaston Town (1874) (8)    |
| Racing Club Warwick (8)      | 2–1       | Droitwich Spa (9)            |
| Shifnal Town (8)             | 0–1       | Coventry United (9)          |
| Hanley Town (9)              | 3–1       | Lichfield City (8)           |
| Boldmere St. Michaels (8)    | 1–3       | Abbey Hulton United (9)      |
| Newcastle Town (8)           | 4–0       | Stourport Swifts (9)         |
| Hereford Pegasus (9)         | 0–2       | Lye Town (9)                 |
| AFC Wolverhampton City (9)   | 2–3       | Shepshed Dynamo (8)          |
| Sporting Club Inkberrow (8)  | 2–2       | Studley (9)                  |
| Eastwood (9)                 | 2–2       | Gresley Rovers (9)           |
| Worcester Raiders (9)        | 1–0       | Ashby Ivanhoe (9)            |
| Grantham Town (9)            | 1–2       | Newark Town (9)              |
| Blackstones (9)              | 2–1       | AFC Mansfield (9)            |
| AFC Rushden & Diamonds (8)   | 0–1       | Grimsby Borough (8)          |

| Squadra 1                 | Risultato | Squadra 2                      |
| ------------------------- | --------- | ------------------------------ |
| Sherwood Colliery (9)     | 4–1       | Bugbrooke St Michaels (9)      |
| Aylestone Park (9)        | 1–4       | Northampton Sileby Rangers (9) |
| Daventry Town (9)         | 3–2       | Leicester Nirvana (9)          |
| GNG Oadby Town (9)        | 1–4       | Newark & Sherwood United (9)   |
| Bottesford Town (9)       | 3–0       | Melton Town (9)                |
| Harrowby Utd (9)          | 1–2       | Bourne Town (8)                |
| Loughborough Students (8) | 1–1       | Barton Town (9)                |
| Hucknall Town (9)         | 3–2       | Yaxley (9)                     |
| Boston Town (9)           | 2–0       | Kimberley Miners Welfare (9)   |
| Lincoln Utd (8)           | 3–0       | Northampton ON Chenecks (9)    |
| Skegness Town (9)         | 2–0       | Godmanchester Rovers (9)       |
| Rossington Main (9)       | 4–1       | Moulton (9)                    |
| Deeping Rangers (9)       | 0–3       | Wellingborough Town (8)        |
| Harleston Town (9)        | 2–4       | Walsham-le-Willows (9)         |
| Heacham (9)               | 1–2       | Newmarket Town (8)             |
| Ipswich Wanderers (9)     | 2–1       | Lakenheath (9)                 |
| Mulbarton Wanderers (9)   | 3–1       | Dereham Town (9)               |
| Cornard United (9)        | 2–2       | Woodbridge Town (9)            |
| Gorleston (8)             | 5–1       | Hadleigh United (9)            |
| Fakenham Town (9)         | 1–1       | Wroxham (8)                    |
| Kirkley & Pakefield (9)   | 0–1       | Cambridge City (8)             |
| Haverhill Rovers (9)      | 3–2       | Wisbech Town (9)               |
| Stowmarket Town (9)       | 1–2       | Ely City (9)                   |
| March Town United (9)     | 0–0       | Soham Town Rangers (9)         |
| Mildenhall Town (8)       | 1–1       | Downham Town (8)               |
| St Neots Town (8)         | 7–1       | Great Yarmouth Town (9)        |
| Histon (9)                | 2–2       | Thetford Town (9)              |
| Ware (8)                  | 5–0       | AFC Welwyn (9)                 |
| Witham Town (8)           | 1–1       | Frenford (9)                   |
| Baldock Town (9)          | 1–1       | Little Oakley (9)              |
| Kempston Rovers (9)       | 1–5       | Arlesey Town (9)               |
| Barking (9)               | 1–2       | Grays Athletic (8)             |
| Maldon & Tiptree (8)      | 5–0       | Buckhurst Hill (9)             |
| White Ensign (9)          | 0–2       | Sawbridgeworth Town (9)        |
| Leighton Town (8)         | 1–1       | Benfleet (9)                   |
| MK Irish (8)              | 3–2       | Heybridge Swifts (8)           |
| Saffron Walden Town (9)   | 1–1       | Harlow Town (9)                |
| Hullbridge Sports (9)     | 3–1       | Basildon Utd (9)               |
| Stanway Rovers (8)        | 1–0       | Romford (9)                    |
| Takeley (8)               | 5–2       | Crawley Green (9)              |
| Biggleswade (8)           | 2–2       | Welwyn G. City (8)             |
| Colney Heath (9)          | 0–4       | Woodford Town (9)              |
| Dunstable Town (9)        | 1–3       | Great Wakering Rovers (9)      |
| Harwich & Parkeston (9)   | 2–4       | AFC Dunstable (8)              |
| Eynesbury Rovers (9)      | 4–1       | Potton United (9)              |
| Walthamstow (8)           | 1–1       | Brantham Athletic (8)          |
| Tring Athletic (9)        | 5–0       | West Essex (9)                 |
| Stotfold (8)              | 0–4       | Redbridge (8)                  |
| Cockfosters (9)           | 2–2       | Kings Langley (9)              |
| Harpenden Town (9)        | 1–1       | Concord Rangers (8)            |
| Haringey Borough (9)      | 3–1       | Halstead Town (9)              |
| Biggleswade Utd (9)       | 5–1       | Newport Pagnell Town (9)       |
| Leverstock Green (8)      | 0–1       | Ilford (9)                     |
| Hertford Town (8)         | 3–1       | London Lions (8)               |
| Binfield (8)              | 4–1       | Winslow Utd (9)                |
| Longlevens (9)            | 1–5       | Fairford Town (9)              |
| Aylesbury Vale Dyn. (9)   | 1–1       | Abingdon Utd (9)               |
| Cinderford Town (9)       | 0–1       | Amersham Town (9)              |
| Burnham (9)               | 3–2       | Holyport (9)                   |
| Cirencester Town (9)      | 0–0       | Reading City (9)               |
| Hartpury University (8)   | 1–2       | Tuffley Rovers (9)             |
| Portishead Town (8)       | 4–3       | Windsor & Eton (9)             |
| Hallen (9)                | 1–0       | Highworth Town (9)             |
| Kidlington (9)            | 0–0       | Clevedon Town (9)              |
| Oldland Abbotonians (9)   | 2–0       | Wallingford & Crowmarsh (9)    |
| Ardley Utd (9)            | 1–0       | Aylesbury Utd (8)              |
| Lydney Town (9)           | 3–3       | Royal Wootton Bassett Town (9) |
| Thornbury Town (9)        | 2–2       | Virginia Water (9)             |
| North Leigh (9)           | 1–2       | Risborough Rangers (9)         |
| Milton Utd (9)            | 0–6       | Didcot Town (8)                |
| Cribbs (9)                | 2–0       | Easington Sports (9)           |
| Beaconsfield Town (8)     | 0–1       | Larkhall Athletic (8)          |
| Mangotsfield United (9)   | 1–1       | Bristol Manor Farm (8)         |
| Corsham Town (9)          | 0–1       | Slimbridge (9)                 |
| Bearsted (9)              | 1–2       | Hackney Wick (9)               |

| Squadra 1                           | Risultato | Squadra 2                        |
| ----------------------------------- | --------- | -------------------------------- |
| Seaford Town (9)                    | 1–0       | Sutton Athletic (9)              |
| Eastbourne Town (8)                 | 2–2       | Ashford Town (Middlesex) (9)     |
| Hassocks (8)                        | 1–0       | Rayners Lane (8)                 |
| Pagham (9)                          | 2–3       | Horsham YM (9)                   |
| Erith Town (8)                      | 0–0       | Sporting Bengal United (9)       |
| Three Bridges (8)                   | 5–2       | Shoreham (9)                     |
| Faversham Strike Force (9)          | 0–4       | Chislehurst Glebe (9)            |
| Guildford City (9)                  | 1–1       | Sutton Common Rovers (9)         |
| Peacehaven & Telscombe (9)          | 2–2       | Harefield Utd (9)                |
| Tunbridge Wells (9)                 | 1–1       | Holmesdale (9)                   |
| Larkfield & New Hythe Wanderers (9) | 0–3       | Epsom & Ewell (9)                |
| Hollands & Blair (9)                | 1–0       | Herne Bay (8)                    |
| AFC Varndeanians (9)                | 1–2       | Tooting & Mitcham United (9)     |
| Redhill (9)                         | 0–5       | North Greenford Utd (9)          |
| South Park (Reigate) (8)            | 2–1       | Newhaven (9)                     |
| Abbey Rangers (9)                   | 2–4       | Corinthian-Casuals (9)           |
| Badshot Lea (9)                     | 3–6       | Steyning Town (9)                |
| Fisher (9)                          | 3–1       | Camberley Town (9)               |
| AFC Whyteleafe (8)                  | 5–0       | Chipstead (9)                    |
| Wick (9)                            | 2–3       | VCD Athletic (8)                 |
| Broadbridge Heath (8)               | 1–3       | Cobham (9)                       |
| AFC Croydon Athletic (8)            | 3–0       | Roffey (9)                       |
| East Grinstead Town (8)             | 1–4       | Eastbourne Utd (9)               |
| Haywards Heath Tow} (9)             | 0–1       | Ashford Utd (8)                  |
| Balham (9)                          | 1–1       | Faversham Town (8)               |
| Raynes Park Vale (8)                | 2–1       | Forest Row (9)                   |
| Edgware & Kingsbury (9)             | 2–0       | British Airways (9)              |
| Athletic Newham (9)                 | 1–3       | Sevenoaks Town (8)               |
| Lingfield (9)                       | 2–7       | Whitstable Town (9)              |
| Rusthall (9)                        | 2–5       | Westfield (8)                    |
| Northwood (8)                       | 0–1       | Egham Town (8)                   |
| Punjab Utd (9)                      | 2–2       | Crowborough Athletic (8)         |
| Kennington (9)                      | 0–4       | Soul Tower Hamlets (9)           |
| Sheppey Utd (8)                     | 3–1       | Metropolitan Police (8)          |
| Hythe Town (9)                      | 2–5       | Littlehampton Town (8)           |
| Snodland Town (9)                   | 4–0       | Broadfields Utd (9)              |
| Bexhill United (9)                  | 3–1       | Sheerwater (9)                   |
| Leatherhead (8)                     | 2–2       | Phoenix Sports (9)               |
| Midhurst & Easebourne (9)           | 0–1       | Knaphill (9)                     |
| Horley Town (9)                     | 0–0       | Corinthian (9)                   |
| Lancing (9)                         | 1–0       | Crawley Down Gatwick (9)         |
| Cowes Sports (9)                    | 2–2       | Laverstock & Ford (9)            |
| Downton (9)                         | 0–2       | Fareham Town (8)                 |
| Bradford Town (9)                   | 3–1       | Bournemouth (9)                  |
| Hythe & Dibden (9)                  | 3–1       | Portland Utd (9)                 |
| Christchurch (9)                    | 3–0       | Bemerton H. Harlequins (9)       |
| Baffins Milton Rovers (9)           | 1–1       | Shaftesbury (8)                  |
| Tadley Calleva (9)                  | 4–1       | Millbrook (9)                    |
| Melksham Town (8)                   | 2–2       | AFC Portchester (8)              |
| Alton (9)                           | 5–0       | Wincanton Town (9)               |
| Bashley (8)                         | 1–0       | East Cowes Victoria Athletic (9) |
| Thatcham Town (9)                   | 2–0       | Petersfield Town (9)             |
| Paulton Rovers (9)                  | 1–0       | Hamble Club (9)                  |
| AFC Stoneham (9)                    | 2–0       | Fleet Town (9)                   |
| Eversley & California (9)           | 0–1       | Horndean (8)                     |
| Moneyfields (8)                     | 2–1       | Brockenhurst (9)                 |
| Westbury Utd (8)                    | 7–0       | Sherborne Town (9)               |
| Andover New Street (9)              | 0–1       | New Milton Town (9)              |
| Falmouth Town (8)                   | 2–1       | Helston Athletic (9)             |
| Tavistock (8)                       | 5–0       | AFC St Austell (9)               |
| Saltash United (9)                  | 1–6       | Torpoint Athletic (9)            |
| Street (9)                          | 2–2       | Brixham (8)                      |
| St Blazey (9)                       | 1–2       | Buckland Athletic (9)            |
| Bideford (8)                        | 4–1       | Wellington (9)                   |
| Willand Rovers (8)                  | 0–2       | Barnstaple Town (9)              |
| Mousehole (8)                       | 4–0       | Bridgwater United (9)            |
| Sidmouth Town (9)                   | 3–1       | Ivybridge Town (9)               |
| Newquay (9)                         | 2–2       | Shepton Mallet (9)               |
| Jersey Bulls (8)                    | 5–0       | Erith & Belvedere (9)            |
| 3 agosto 2025                       |           |                                  |
| Stansfeld (9)                       | 0–4       | Harrow Borough (8)               |
| Hallam (8)                          | 3–1       | Lower Breck (8)                  |
| Hilltop (9)                         | 2–2       | Deal Town (8)                    |
| Little Common (9)                   | 1–1       | Southall (8)                     |
| Northwich Victoria (9)              | 0–2       | Campion (9)                      |

#### Replay
| Squadra 1                      | Risultato     | Squadra 2                   |
| ------------------------------ | ------------- | --------------------------- |
| 4 agosto 2025                  |               |                             |
| Studley (9)                    | 2–3           | Sporting Club Inkberrow (8) |
| Sutton Common Rovers (9)       | 1–0           | Guildford City (9)          |
| Phoenix Sports (9)             | 0–3           | Leatherhead (8)             |
| 5 agosto 2025                  |               |                             |
| Harefield Utd (9)              | 3–2 (dts)     | Peacehaven & Telscombe (9)  |
| Laverstock & Ford (9)          | 2–1           | Cowes Sports (9)            |
| Brixham (8)                    | 2–0           | Street (9)                  |
| Shepton Mallet (9)             | 0–2           | Newquay (9)                 |
| Northallerton Town (9)         | 3–0           | West Allotment Celtic (9)   |
| Bridlington Town (8)           | 2–1 (dts)     | Knaresborough Town (9)      |
| Consett (8)                    | 0–2           | Guisborough Town (9)        |
| Longridge Town (9)             | 8–1           | Pilkington (9)              |
| FC St Helens (9)               | 3–1           | Glossop North End (9)       |
| Wombwell Town (9)              | 4–0           | Horbury Town (9)            |
| Albion Sports (9)              | 2–3           | Sheffield (9)               |
| Gresley Rovers (9)             | 0–0 (2-4 dtr) | Eastwood (9)                |
| Barton Town (9)                | 2–1           | Loughborough Students (8)   |
| Woodbridge Town (9)            | 4–2 (dts)     | Cornard United (9)          |
| Wroxham (8)                    | 2–0           | Fakenham Town (9)           |
| Soham Town Rangers (9)         | 1–4           | March Town United (9)       |
| Downham Town (8)               | 1–1 (4-5 dtr) | Mildenhall Town (8)         |
| Thetford Town (9)              | 0–1 (dts)     | Histon (9)                  |
| Frenford (9)                   | 0–3           | Witham Town (8)             |
| Little Oakley (9)              | 1–0           | Baldock Town (9)            |
| Wormley Rovers (9)             | 2–3           | Enfield (8)                 |
| Benfleet (9)                   | 0–1           | Leighton Town (8)           |
| Harlow Town (9)                | 2–1           | Saffron Walden Town (9)     |
| Welwyn G. City (8)             | 2–0           | Biggleswade (8)             |
| Brantham Athletic (8)          | 4–1           | Walthamstow (8)             |
| Kings Langley (9)              | 2–4           | Cockfosters (9)             |
| Concord Rangers (8)            | 0–0 (3-4 dtr) | Harpenden Town (9)          |
| Abingdon Utd (9)               | 1–2 (dts)     | Aylesbury Vale Dyn. (9)     |
| Reading City (9)               | 2–0           | Cirencester Town (9)        |
| Virginia Water (9)             | 3–2           | Thornbury Town (9)          |
| Bristol Manor Farm (8)         | 0–1           | Mangotsfield United (9)     |
| Ashford Town (Middlesex) (9)   | 3–2 (dts)     | Eastbourne Town (8)         |
| Deal Town (8)                  | 4–1           | Hilltop (9)                 |
| Faversham Town (8)             | 5–1           | Balham (9)                  |
| Crowborough Athletic (8)       | 3–2           | Punjab Utd (9)              |
| Corinthian (9)                 | 3–3 (6-5 dtr) | Horley Town (9)             |
| Shaftesbury (8)                | 5–0           | Baffins Milton Rovers (9)   |
| AFC Portchester (8)            | 3–1           | Melksham Town (8)           |
| 6 agosto 2025                  |               |                             |
| Clevedon Town (9)              | 2–0           | Kidlington (9)              |
| Whickham (9)                   | 0–5           | Bishop Auckland (8)         |
| AFC Liverpool (9)              | 2–1           | Abbey Hey (9)               |
| West Didsbury & Chorlton (9)   | 2–1 (dts)     | Winsford Utd (9)            |
| Royal Wootton Bassett Town (9) | 3–0           | Lydney Town (9)             |
| Sporting Bengal United (9)     | 2–4           | Erith Town (8)              |
| Holmesdale (9)                 | 1–0           | Tunbridge Wells (9)         |
| Southall (8)                   | 3–0           | Little Common (9)           |

### Turno preliminare
Il sorteggio del turno preliminare si è svolto il 4 luglio 2025.
| Squadra 1                      | Risultato | Squadra 2                      |
| ------------------------------ | --------- | ------------------------------ |
| 15 agosto 2025                 |           |                                |
| Pickering Town (9)             | 0–0       | Easington Colliery (9)         |
| Atherton Collieries (8)        | 2–0       | Prestwich Heys (9)             |
| Lye Town (9)                   | 0–2       | Racing Club Warwick (8)        |
| Epsom & Ewell (9)              | 2–2       | South Park (Reigate) (8)       |
| Christchurch (9)               | 0–3       | Tadley Calleva (9)             |
| 16 agosto 2025                 |           |                                |
| Jersey Bulls (8)               | 2–0       | Fisher (9)                     |
| Bishop Auckland (8)            | 2–1       | Horden Community Welfare (9)   |
| Guisborough Town (9)           | 0–0       | Redcar Athletic (8)            |
| Newton Aycliffe (8)            | 2–3       | Newcastle Blue Star (9)        |
| West Auckland Town (9)         | 2–2       | Bridlington Town (8)           |
| Pontefract Collieries (8)      | 1–0       | Blyth Spartans (8)             |
| Heaton Stannington (8)         | 3–0       | Marske Utd (9)                 |
| Northallerton Town (9)         | 2–2       | Kendal Town (9)                |
| Birtley Town (9)               | 2–2       | Shildon (9)                    |
| Thornaby (9)                   | 1–2       | Dunston UTS (8)                |
| Irlam (9)                      | 0–1       | Chadderton (9)                 |
| Witton Albion (8)              | 4–1       | AFC Liverpool (9)              |
| Wombwell Town (9)              | 2–1       | Parkgate (9)                   |
| Sheffield (9)                  | 0–3       | Bootle (8)                     |
| Bradford (Park Avenue) (8)     | 1–3       | Avro (8)                       |
| Nantwich Town (8)              | 1–0       | Charnock Richard (9)           |
| Trafford (8)                   | 3–0       | Campion (9)                    |
| West Didsbury & Chorlton (9)   | 1–0       | Brighouse Town (8)             |
| Wythenshawe (9)                | sosp.     | Vauxhall Motors (8)            |
| Whitchurch Alport (9)          | 0–3       | Runcorn Linnets (8)            |
| Stalybridge Celtic (8)         | 1–1       | Bury (8)                       |
| FC St Helens (9)               | 0–2       | Atherton Laburnum Rovers (9)   |
| Silsden (8)                    | 1–1       | Ramsbottom United (9)          |
| Congleton Town (8)             | 3–0       | Padiham (9)                    |
| Longridge Town (9)             | 5–1       | Emley (8)                      |
| Coton Green (9)                | 0–4       | Eastwood (9)                   |
| Coventry Sphinx (8)            | 3–0       | Dudley Town (9)                |
| Lutterworth Town (9)           | 0–1       | Chasetown (8)                  |
| Belper Town (8)                | 1–2       | Kidsgrove Athletic (8)         |
| Malvern Town (8)               | 2–4       | Worcester Raiders (9)          |
| Bedworth Utd (8)               | 0–2       | Atherstone Town (9)            |
| Pershore Town (9)              | 0–3       | Coleshill Town (8)             |
| Hinckley (9)                   | 0–3       | Long Eaton Utd (8)             |
| Shepshed Dynamo (8)            | 2–0       | Clay Cross Town (9)            |
| Sutton Coldfield Town (8)      | 3–1       | Newcastle Town (8)             |
| Sporting Khalsa (8)            | 5–1       | Sporting Club Inkberrow (8)    |
| Abbey Hulton United (9)        | 4–3       | Coventry United (9)            |
| Belper United (9)              | 2–5       | Hanley Town (9)                |
| Mickleover (8)                 | 0–2       | Matlock Town (8)               |
| Blackstones (9)                | 1–2       | Grimsby Borough (8)            |
| Rossington Main (9)            | 3–2       | Newark Town (9)                |
| Daventry Town (9)              | 1–2       | Bottesford Town (9)            |
| Basford Utd (8)                | 5–0       | Hucknall Town (9)              |
| Newark & Sherwood United (9)   | 0–0       | Boston Town (9)                |
| Barton Town (9)                | 1–6       | Carlton Town (8)               |
| Wellingborough Town (8)        | 1–2       | Bourne Town (8)                |
| Sherwood Colliery (9)          | 3–1       | Anstey Nomads (8)              |
| Skegness Town (9)              | 1–1       | Lincoln Utd (8)                |
| Northampton Sileby Rangers (9) | 0–2       | Corby Town (8)                 |
| Gorleston (8)                  | 0–2       | Walsham-le-Willows (9)         |
| March Town United (9)          | 2–0       | Ipswich Wanderers (9)          |
| Histon (9)                     | 5–2       | Woodbridge Town (9)            |
| Newmarket Town (8)             | 1–1       | Felixstowe & Walton United (8) |
| Mildenhall Town (8)            | 1–0       | Wroxham (8)                    |
| Mulbarton Wanderers (9)        | 2–0       | Cambridge City (8)             |
| Ely City (9)                   | 0–1       | Haverhill Rovers (9)           |
| Lowestoft Town (8)             | 3–2       | St Neots Town (8)              |
| Welwyn G. City (8)             | 2–2       | Waltham Abbey (8)              |
| Tilbury (8)                    | 1–0       | AFC Dunstable (8)              |
| Witham Town (8)                | 4–0       | Tring Athletic (9)             |
| Brightlingsea Regent (8)       | 2–1       | Hullbridge Sports (9)          |
| Cockfosters (9)                | 2–0       | Little Oakley (9)              |
| Takeley (8)                    | 0–0       | Bowers & Pitsea (8)            |

| Squadra 1                      | Risultato | Squadra 2                 |
| ------------------------------ | --------- | ------------------------- |
| 16 agosto 2025                 |           |                           |
| MK Irish (8)                   | 0–2       | Arlesey Town (9)          |
| Hertford Town (8)              | 5–3       | Harpenden Town (9)        |
| Hadley (8)                     | 1–2       | Maldon & Tiptree (8)      |
| Harlow Town (9)                | 1–1       | Woodford Town (9)         |
| Ware (8)                       | 2–2       | Ilford (9)                |
| Barton Rovers (8)              | 2–0       | Brantham Athletic (8)     |
| Sawbridgeworth Town (9)        | 1–3       | Eynesbury Rovers (9)      |
| Great Wakering Rovers (9)      | 0–0       | Redbridge (8)             |
| Haringey Borough (9)           | 1–5       | Stanway Rovers (8)        |
| Hitchin Town (8)               | 1–1       | Grays Athletic (8)        |
| Leighton Town (8)              | 3–1       | Biggleswade Utd (9)       |
| Portishead Town (8)            | 2–6       | Slimbridge (9)            |
| Fairford Town (9)              | 2–0       | Roman Glass St George (9) |
| Hallen (9)                     | 0–4       | Bishop's Cleeve (8)       |
| Risborough Rangers (9)         | 3–0       | Virginia Water (9)        |
| Clevedon Town (9)              | 1–3       | Thame Utd (8)             |
| Mangotsfield United (9)        | 3–0       | Cribbs (9)                |
| Aylesbury Vale Dyn. (9)        | 2–1       | Oldland Abbotonians (9)   |
| Marlow (8)                     | 2–1       | Binfield (8)              |
| Royal Wootton Bassett Town (9) | 3–1       | Amersham Town (9)         |
| Reading City (9)               | 1–2       | Didcot Town (8)           |
| Flackwell Heath (8)            | 1–0       | Tuffley Rovers (9)        |
| Ardley Utd (9)                 | 1–2       | Burnham (9)               |
| Leatherhead (8)                | 0–1       | Westfield (8)             |
| Crowborough Athletic (8)       | 0–1       | Deal Town (8)             |
| Bexhill United (9)             | 0–3       | Raynes Park Vale (8)      |
| Edgware & Kingsbury (9)        | 0–9       | Whitstable Town (9)       |
| Cobham (9)                     | 2–2       | Margate (8)               |
| Lancing (9)                    | 3–0       | Harefield Utd (9)         |
| VCD Athletic (8)               | 0–1       | Sittingbourne (8)         |
| Knaphill (9)                   | 1–1       | Hollands & Blair (9)      |
| Ascot Utd (8)                  | 2–1       | Chislehurst Glebe (9)     |
| Hayes & Yeading Utd (8)        | 2–1       | Sutton Common Rovers (9)  |
| Sheppey Utd (8)                | 9–0       | Eastbourne Utd (9)        |
| Corinthian (9)                 | 2–2       | Egham Town (8)            |
| Seaford Town (9)               | 0–2       | AFC Whyteleafe (8)        |
| Bedfont Sports (8)             | 2–0       | Kingstonian (8)           |
| Three Bridges (8)              | 4–1       | Horsham YM (9)            |
| Hassocks (8)                   | 0–1       | Beckenham Town (8)        |
| Erith Town (8)                 | 1–1       | Southall (8)              |
| Steyning Town (9)              | 2–1       | Hendon (8)                |
| Ashford Utd (8)                | 4–1       | Holmesdale (9)            |
| Soul Tower Hamlets (9)         | 3–2       | Hanworth Villa (8)        |
| Merstham (8)                   | 2–4       | Faversham Town (8)        |
| Tooting & Mitcham United (9)   | 0–1       | AFC Croydon Athletic (8)  |
| Hastings Utd (8)               | 1–0       | Harrow Borough (8)        |
| Ashford Town (Middlesex) (9)   | 3–2       | Snodland Town (9)         |
| Corinthian-Casuals (9)         | 3–5       | Sevenoaks Town (8)        |
| Fareham Town (8)               | 1–0       | Hartley Wintney (8)       |
| Horndean (8)                   | 0–2       | Laverstock & Ford (9)     |
| Winchester City (8)            | 1–1       | Bashley (8)               |
| Shaftesbury (8)                | 4–0       | Thatcham Town (9)         |
| Alton (9)                      | 1–1       | Swindon Supermarine (8)   |
| Moneyfields (8)                | 1–2       | AFC Portchester (8)       |
| Bradford Town (9)              | 0–1       | Westbury Utd (8)          |
| AFC Stoneham (9)               | 1–0       | Paulton Rovers (9)        |
| Hythe & Dibden (9)             | 1–0       | New Milton Town (9)       |
| Exmouth Town (8)               | 2–1       | Buckland Athletic (9)     |
| Sidmouth Town (9)              | 2–4       | Torpoint Athletic (9)     |
| Frome Town (8)                 | 2–1       | Newquay (9)               |
| Barnstaple Town (9)            | 1–2       | Tavistock (8)             |
| Falmouth Town (8)              | 2–1       | Bideford (8)              |
| Brixham (8)                    | 4–3       | Mousehole (8)             |
| 17 agosto 2025                 |           |                           |
| Hallam (8)                     | 3–0       | City of Liverpool (9)     |
| Hackney Wick (9)               | 3–1       | Bognor Regis Town (8)     |
| Enfield (8)                    | 4–2       | Biggleswade Town (8)      |
| Wokingham Town (9)             | 2–0       | Larkhall Athletic (8)     |
| Littlehampton Town (8)         | 3–0       | North Greenford Utd (9)   |

#### Replay
| Squadra 1                      | Risultato     | Squadra 2                    |
| ------------------------------ | ------------- | ---------------------------- |
| 18 agosto 2025                 |               |                              |
| Swindon Supermarine (8)        | 2–0           | Alton (9)                    |
| 19 agosto 2025                 |               |                              |
| Shildon (9)                    | 5–2           | Birtley Town (9)             |
| Kendal Town (9)                | 3–1           | Northallerton Town (9)       |
| Vauxhall Motors (8)            | 0–2           | Wythenshawe (9)              |
| Bury (8)                       | 0–2           | Stalybridge Celtic (8)       |
| Ramsbottom United (9)          | 2–2 (2-3 dtr) | Silsden (8)                  |
| Boston Town (9)                | 4–1           | Newark & Sherwood United (9) |
| Lincoln Utd (8)                | 1–2           | Skegness Town (9)            |
| Walsham-le-Willows (9)         | 1–1 (5-6 dtr) | Gorleston (8)                |
| Felixstowe & Walton United (8) | 0–2           | Newmarket Town (8)           |
| Waltham Abbey (8)              | 3–1           | Welwyn G. City (8)           |
| Bowers & Pitsea (8)            | 2–0           | Takeley (8)                  |
| Redbridge (8)                  | 1–0           | Great Wakering Rovers (9)    |
| Margate (8)                    | 0–1           | Cobham (9)                   |
| South Park (Reigate) (8)       | 1–2           | Epsom & Ewell (9)            |
| Egham Town (8)                 | sosp.         | Corinthian (9)               |
| Bashley (8)                    | 0–1           | Winchester City (8)          |
| Bridlington Town (8)           | 1–2           | West Auckland Town (9)       |
| 20 agosto 2025                 |               |                              |
| Redcar Athletic (8)            | –             | Guisborough Town (9)         |
| Easington Colliery (9)         | –             | Pickering Town (9)           |
| Woodford Town (9)              | –             | Harlow Town (9)              |
| Ilford (9)                     | –             | Ware (8)                     |
| Grays Athletic (8)             | –             | Hitchin Town (8)             |
| Hollands & Blair (9)           | –             | Knaphill (9)                 |
| Southall (8)                   | –             | Erith Town (8)               |

### Primo turno di qualificazione
Il sorteggio del primo turno di qualificazione si è svolto il 18 agosto 2025, con l'ingresso delle squadre del campionato di  settimo livello inglese.
Il numero tra parentesi indica il livello del campionato di appartenenza.
| Squadra 1                                   | Risultato | Squadra 2                                  |
| ------------------------------------------- | --------- | ------------------------------------------ |
| 30 agosto 2025                              |           |                                            |
| Hebburn Town (7)                            | –         | Longridge Town (9)                         |
| Trafford (8)                                | –         | Stockton Town (7)                          |
| Atherton Laburnum Rovers (9)                | –         | Atherton Collieries (8)                    |
| West Didsbury & Chorlton (9)                | –         | Runcorn Linnets (8)                        |
| West Auckland Town (9)                      | –         | Wythenshawe (9)                            |
| Witton Albion (8)                           | –         | Shildon (9)                                |
| Warrington Rylands 1906 (7)                 | –         | Guiseley (7)                               |
| Hallam (8)                                  | –         | Ashton Utd (7)                             |
| Pickering Town (9) / Easington Colliery (9) | –         | Guisborough Town (9) / Redcar Athletic (8) |
| Hyde Utd (7)                                | –         | Prescot Cables (7)                         |
| Wombwell Town (9)                           | –         | Stocksbridge PS (7)                        |
| Workington (7)                              | –         | Stalybridge Celtic (8)                     |
| Warrington Town (7)                         | –         | Bamber Bridge (7)                          |
| Widnes (7)                                  | –         | Congleton Town (8)                         |
| Lancaster City (7)                          | –         | Whitby Town (7)                            |
| Newcastle Blue Star (9)                     | –         | Heaton Stannington (8)                     |
| Avro (8)                                    | –         | Nantwich Town (8)                          |
| Morpeth Town (7)                            | –         | Pontefract Collieries (8)                  |
| Rossington Main (9)                         | –         | FC United of Manchester (7)                |
| Kendal Town (9)                             | –         | Dunston UTS (8)                            |
| Bishop Auckland (8)                         | –         | Chadderton (9)                             |
| Silsden (8)                                 | –         | Bootle (8)                                 |
| Redditch Utd (7)                            | –         | Skegness Town (9)                          |
| Hanley Town (9)                             | –         | Stourbridge (7)                            |
| Boston Town (9)                             | –         | Sporting Khalsa (8)                        |
| Matlock Town (8)                            | –         | Bottesford Town (9)                        |
| Eastwood (9)                                | –         | Grimsby Borough (8)                        |
| Coleshill Town (8)                          | –         | Worcester Raiders (9)                      |
| Harborough Town (7)                         | –         | Leek Town (7)                              |
| Carlton Town (8)                            | –         | Cleethorpes Town (7)                       |
| Evesham Utd (7)                             | –         | Bromsgrove Sporting (7)                    |
| Alvechurch (7)                              | –         | Barwell (7)                                |
| Long Eaton Utd (8)                          | –         | Kettering Town (7)                         |
| Hednesford Town (7)                         | –         | Basford Utd (8)                            |
| Halesowen Town (7)                          | –         | Stratford Town (7)                         |
| Quorn (7)                                   | –         | Sherwood Colliery (9)                      |
| Ilkeston Town (7)                           | –         | Spalding Utd (7)                           |
| Worcester City (7)                          | –         | Chasetown (8)                              |
| Sutton Coldfield Town (8)                   | –         | Abbey Hulton United (9)                    |
| Stamford (7)                                | –         | Coventry Sphinx (8)                        |
| Corby Town (8)                              | –         | Gainsborough Trinity (7)                   |
| Kidsgrove Athletic (8)                      | –         | Racing Club Warwick (8)                    |
| Rushall Olympic (7)                         | –         | Atherstone Town (9)                        |
| Bourne Town (8)                             | –         | Shepshed Dynamo (8)                        |
| Brentwood Town (7)                          | –         | Leighton Town (8)                          |
| Maldon & Tiptree (8)                        | –         | Canvey Island (7)                          |
| Eynesbury Rovers (9)                        | –         | Arlesey Town (9)                           |
| Enfield (8) (8)                             | –         | Ware (8) / Ilford (9)                      |
| Newmarket Town (8)                          | –         | Harlow Town (9) / Woodford Town (9)        |
| Witham Town (8)                             | –         | Lowestoft Town (8)                         |
| Cheshunt (7)                                | –         | Leiston (7)                                |
| Redbridge (8)                               | –         | Royston Town (7)                           |
| March Town United (9)                       | –         | Gorleston (8)                              |
| Real Bedford (7)                            | –         | Bishop's Stortford (7)                     |
| Brightlingsea Regent (8)                    | –         | Bury Town (7)                              |
| Billericay Town (7)                         | –         | Barton Rovers (8)                          |

| Squadra 1                           | Risultato | Squadra 2                             |
| ----------------------------------- | --------- | ------------------------------------- |
| 30 agosto 2025                      |           |                                       |
| Aveley (7)                          | –         | Hashtag Utd (7)                       |
| Potters Bar Town (7)                | –         | Hitchin Town (8) / Grays Athletic (8) |
| Berkhamsted (7)                     | –         | St Ives Town (7)                      |
| Histon (9)                          | –         | Mulbarton Wanderers (9)               |
| Bowers & Pitsea (8)                 | –         | Hertford Town (8)                     |
| AFC Sudbury (7)                     | –         | Mildenhall Town (8)                   |
| Aylesbury Vale Dyn. (9)             | –         | St Albans City (7)                    |
| Haverhill Rovers (9)                | –         | Waltham Abbey (8)                     |
| Needham Market (7)                  | –         | Tilbury (8)                           |
| Stanway Rovers (8)                  | –         | Cockfosters (9)                       |
| Havant & Waterlooville (7)          | –         | Chichester City (7)                   |
| Ashford Town (Middlesex) (9)        | –         | AFC Whyteleafe (8)                    |
| Steyning Town (9)                   | –         | Lancing (9)                           |
| Bracknell Town (7)                  | –         | Dartford (7)                          |
| Chertsey Town (7)                   | –         | Thame Utd (8)                         |
| Folkestone Invicta (7)              | –         | Sevenoaks Town (8)                    |
| Ramsgate (7)                        | –         | Cray Valley PM (7)                    |
| Deal Town (8)                       | –         | Cobham (9)                            |
| Faversham Town (8)                  | –         | Hastings Utd (8)                      |
| Raynes Park Vale (8)                | –         | Ashford Utd (8)                       |
| Wokingham Town (9)                  | –         | Burgess Hill Town (7)                 |
| Soul Tower Hamlets (9)              | –         | Ascot Utd (8)                         |
| Beckenham Town (8)                  | –         | Corinthian (9) / Egham Town (8)       |
| Epsom & Ewell (9)                   | –         | Risborough Rangers (9)                |
| Cray Wanderers (7)                  | –         | Hanwell Town (7)                      |
| Bedfont Sports (8)                  | –         | Littlehampton Town (8)                |
| Uxbridge (7)                        | –         | Welling Utd (7)                       |
| Erith Town (8) / Southall (8)       | –         | Farnham Town (7)                      |
| Dulwich Hamlet (7)                  | –         | Whitstable Town (9)                   |
| Knaphill (9) / Hollands & Blair (9) | –         | Hackney Wick (9)                      |
| Sittingbourne (8)                   | –         | AFC Croydon Athletic (8)              |
| Westfield (8)                       | –         | Sheppey Utd (8)                       |
| Three Bridges (8)                   | –         | Walton & Hersham (7)                  |
| Carshalton Athletic (7)             | –         | Wingate & Finchley (7)                |
| Flackwell Heath (8)                 | –         | Lewes (7)                             |
| Burnham (9)                         | –         | Jersey Bulls (8)                      |
| Chatham Town (7)                    | –         | Marlow (8)                            |
| Hayes & Yeading Utd (8)             | –         | Whitehawk (7)                         |
| Didcot Town (8)                     | –         | Poole Town (7)                        |
| Fairford Town (9)                   | –         | Sholing (7)                           |
| Royal Wootton Bassett Town (9)      | –         | Torpoint Athletic (9)                 |
| Winchester City (8)                 | –         | Fareham Town (8)                      |
| Westbury Utd (8)                    | –         | Yate Town (7)                         |
| Slimbridge (9)                      | –         | Dorchester Town (7)                   |
| Hungerford Town (7)                 | –         | AFC Stoneham (9)                      |
| Tiverton Town (7)                   | –         | Taunton Town (7)                      |
| Tadley Calleva (9)                  | –         | Weymouth (7)                          |
| Bishop's Cleeve (8)                 | –         | Wimborne Town (7)                     |
| Gloucester City (7)                 | –         | AFC Portchester (8)                   |
| Mangotsfield United (9)             | –         | Banbury Utd (7)                       |
| Gosport Borough (7)                 | –         | Basingstoke Town (7)                  |
| Hythe & Dibden (9)                  | –         | Laverstock & Ford (9)                 |
| Falmouth Town (8)                   | –         | Brixham (8)                           |
| Shaftesbury (8)                     | –         | Exmouth Town (8)                      |
| Plymouth Parkway (7)                | –         | Frome Town (8)                        |
| Tavistock (8)                       | –         | Swindon Supermarine (8)               |